# Recenziranje
Peer review (poznat kao refereeing ili suđenje u nekim akademskim krugovima) je podvrgavanje autorovog znanstvenog rada, istraživanja ili ideja proučavanju drugih stručnjaka u istome području. Primjenjuju ga urednici pri provjeri i odabiru predanih rukopisa te financirajuće agencije pri dodjeli stipendija. 
Osnovna svrha peer reviewa je uklanjanje pogrešaka unutar zadanog teksta te također služi kao postupak za uspostavu pouzdane osnove znanja i istraživanja.

## Povijest peer reviewa
Peer review je izumio Henry Oldenburg, osnivački urednik Philosophical Transactions of the Royal Society, 1665. godine u Royal Societyju u Londonu. Potupak sličan peer reviewu je pronađen u „Etici liječnika“, koju je napisao Ishaq bin Ali al-Rahwi iz Sirije. Postaje kriterij suvremene znanstvene metode tek na polovici 20. stoljeća, izuzevši medicinu.

## Način rada
Postupak se svodi na urednikovo dodjeljivanje primjeraka rukopisa istraživačima i učenjacima koji su stručnjaci unutar zadanog područja. Oni zatim vraćaju uredniku rukopis, zajedno s primjedbama o problemima unutar rukopisa te prijedlozima o njegovom mogućem poboljšanju. Procjena tzv. „sudaca“ sadrži izričiti prijedlog o daljnjem radu na rukopisu te se većina preporuka svodi na sljedeće primjere:
- bezuvjetno prihvaćanje rukopisa
- prihvaćanje rukopisa pod uvjetom da ga autor poboljša na određeni način
- odbijanje rukopisa, uz poticanje izmjene i ponovnog podnošenja rukopisa
- izravno odbijanje rukopisa

## Metode peer reviewa
Među različitim načinima peer reviewa možemo raspoznati stroge standarde koje rukopisi moraju zadovoljiti, kao što su:
- odbijanje rukopisa koji ne sadrže prodorna otkrića
- ograničena dužina teksta
- poopćenje (generalizacija) rukopisa

Kako bi se sačuvao integritet postupka autori nisu obaviješteni o identitetu procjenjivača. Također postoji i metoda procjene u kojoj identitet autora sakriven procjenjivačima kako bi se postigla željena objektivnost procjene, ali se takva metoda rijetko upotrebljava.  
Stroga metoda provjere je revizija koja je detaljnija od procjene koju provode procjenjivači,  a za koju je potrebno arhiviranje autorovih podataka i metoda nakon objavljivanja sadržaja.

## Mane peer reviewa
Mane peer reviewa su da je postupak spor te može trajati od nekoliko mjeseci do nekoliko godina. Postupak je također sklon da bude pod kontrolom elite te dovodi do osobne ljubomore. Procjenjivači su kritični prema pogledima koji su suprotni od njihovih vlastitih. Također postoji pristranost kod časopisa većeg utjecaja, u odnosu na časopise nižeg utjecaja. Zbog takvih slučajeva je došlo do potrebe za odstranjivanjem anonimnosti procjenjivača i uvođenja anonimnosti autora. 

## Neuspjesi
Neuspjesima peer reviewa se smatraju neodstranjene temeljne pogreške unutar provjerenog članka te autorske prijevare. Također se pojavljuju i plagijati te autoplagijati,  isti materijali koje autor ponovno objavljuje bez navođenja svojih prijašnjih radova. Zadnji neuspjeh peer reviewa je procjenjivačeva zloupotreba podataka iz članaka koje je provjeravao u svrhu vlastite koristi.

## Nove metode
Zbog niza nedostataka tradicionalnog peer reviewa, predstavljen je dinamički i otvoreni peer review. U toj metodi su imena procjenjivača predstavljena javnosti te je njihov doprinos priznat u znanstvenim krugovima.  Mišljenja o tom postupku su podijeljena i veći dio procjenjivača koji su pozvani da sudjeluju u toj metodi odbiju.